# Gewöhnliche Schillerspinne
Die Gewöhnliche Schillerspinne oder Gewöhnliche Ameisenplattbauchspinne (Micaria pulicaria) ist eine Spinne der Gattung Schillerspinnen (Micaria) aus der Familie der Plattbauchspinnen (Gnaphosidae).
Sie zählt zu den sogenannten Ameisenspinnen und wird auch oft so genannt, weil sie äußerlich einer großen Ameise ähnelt bzw. diese in der Form nachahmt (Mimikry). Dies trifft jedoch auch auf einige andere Spinnenarten zu, was zu Verwirrungen führen kann. Der englischsprachige Trivialname der Art lautet Glossy ant spider (übersetzt: „Glänzende Ameisenspinne“).
Die Gewöhnliche Schillerspinne ist holarktisch verbreitet. Dort bewohnt die wie alle Schillerspinnen tagaktive Art eine Vielzahl von Lebensräumen, ist jedoch wie viele andere Plattbauchspinnen xerothermophil, bevorzugt also trockene und warme Lebensräume. Sie ruht wie alle Arten der Familie in der Nacht in einem Wohngespinst und jagt tagsüber als Laufjäger (also ohne Spinnennetz) andere Gliederfüßer. Im Gegensatz zu einigen anderen Ameisenspinnen erbeutet die Art nicht nur Ameisen, sondern ist ein opportunistischer Räuber.
Die Gattung der Schillerspinnen mitsamt der Gewöhnlichen Schillerspinne wurde in der Vergangenheit der Familie der mit den Plattbauchspinnen nahe verwandten und optisch ähnlichen Sackspinnen (Clubiona) zugeordnet, was mit den für letztere Familie typischen konisch geformten Spinnwarzen begründet wurde. Diese Zugehörigkeit gilt mittlerweile als widerlegt.

## Merkmale

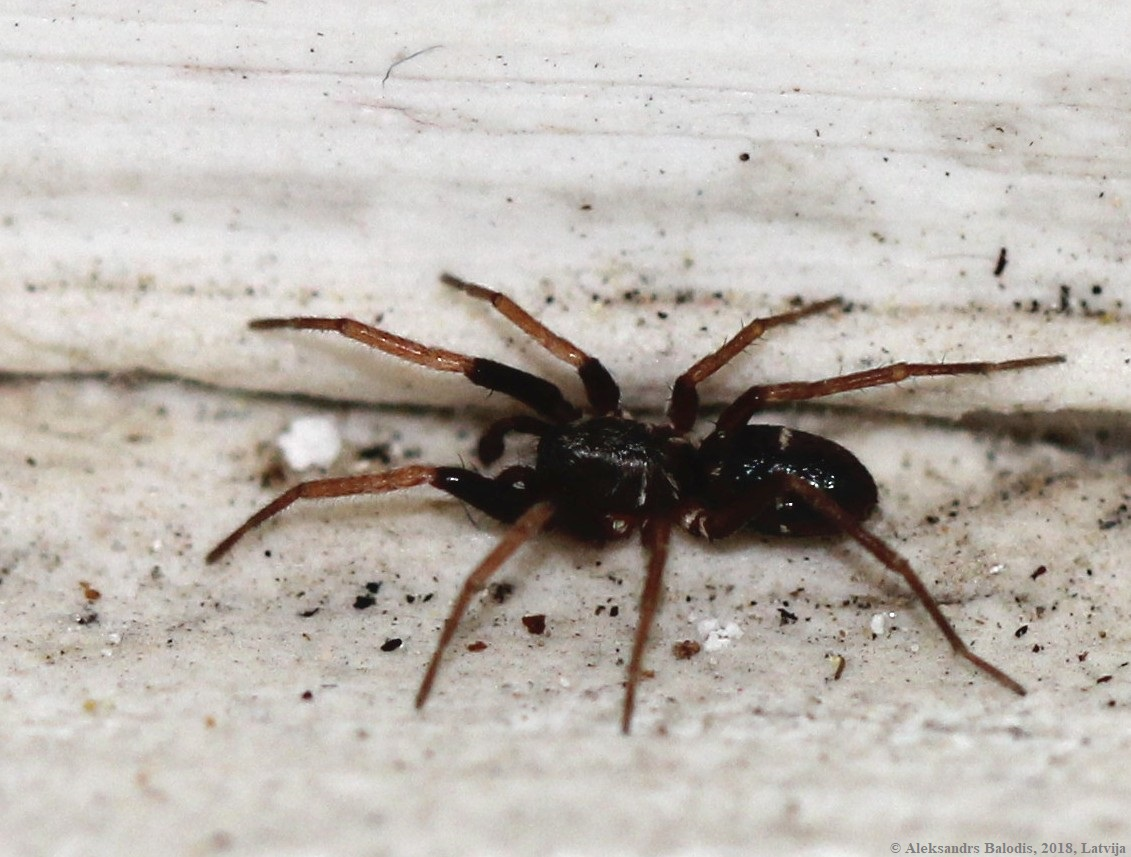
Männchen

Das Weibchen der Gewöhnlichen Schillerspinne erreicht eine Körperlänge von 2,7 bis 4,5 und das Männchen eine von drei bis vier Millimetern. Der Körperbau entspricht dem anderer Schillerspinnen (Micaria), womit auch diese Art durch ihr langgestreckte Opisthosoma (Hinterleib) Ameisen imitiert (Mimikry). Beide Geschlechter sehen sich optisch sehr ähnlich, der Geschlechtsdimorphismus ist nur gering ausgeprägt.
Das Prosoma (Vorderkörper) besitzt eine Länge von 1,3 bis 1,8 Millimetern. Der Carapax (Rückenschild des Prosomas) ist dunkelbraun bis schwarz gefärbt und ist überdies mit sechs gleichmäßigen von der Fovea (Apodem) ausgehenden und aus weißen Härchen bestehenden Radiärstreifen versehen. Die Kopfpartie und das Zentrum des Carapax erscheinen silbrig glänzend.
Die Beine haben eine gelbliche Grundfärbung. Die Femora (Schenkel) des ersten und des zweiten Beinpaares sowie die Coxae (Hüftglieder) erscheinen schwarz. Hingegen sind die Femora des dritten und des vierten Beinpaares anders als bei anderen Schillerspinnen immer gleichmäßig gefärbt. Die Coxae und die Trochanter (Schenkelringe) der Beinpaare zwei bis vier verfügen auf der Dorsalseite über eine weiße Behaarung. Beim Weibchen sind, anders als beim Männchen, die Tibien (Schienen) des ersten und des zweiten Beinpaares auf der Ventralseite nicht mit Borsten versehen. Die Pedipalpen (umgewandelte Extremitäten im Kopfbereich) sind einfach gebaut.
Das Opisthosoma (Hinterleib) weist eine schwarzgraue bis schwarze Farbgebung und überdies eine durch Lichtbrechung erzeugte Irisierung auf. Es verfügt vorne über einen kurzen und weiter hinten im Zentrum über einen bis zu den Seitenrändern reichenden weißen Querbalken. Dahinter befindet sich noch eine Reihe aus zwei bis drei ebenfalls weißen Punkten. Diese können aber auch verwachsen sein und somit eine Linie bilden. Beide möglichen Formationen reichen ebenfalls an die beiden seitlichen Ränder des Opisthosomas.

### Aufbau der Geschlechtsorgane
Die Bulbi (männliche Geschlechtsorgane) der Gewöhnlichen Schillerspinne weisen je ein stark verlängertes Retinaculum (Halteband) auf. Außerdem befindet sich hier anders als bei den meisten anderen Schillerspinnen (Micaria) bei je einem Bulbus eine Borste auf dem Cymbium (vorderes Sklerit, bzw. Hartteil des Bulbus). Beim Tegulum (mittleres Sklerit des Bulbus) verläuft der retrolaterale (rückseits gerichtete) Rand fast gerade und der Embolus (letztes Sklerit des Bulbus) ist kräftig gebaut. Die terminale (am Ende gelegene) Kurve des Spermatophors (Hohlraum für den Transport des Spermas) befindet sich in der distalen Hälfte des Embolus.
Die Epigyne (weibliches Geschlechtsorgan) der Gewöhnlichen Schillerspinne ist breiter als lang. Die Anterior-transversale (vorgelegt und quer verlaufende) Falte verläuft gerade bis schwach gekrümmt und die Kopulationsgänge gleichmäßig gekrümmt.

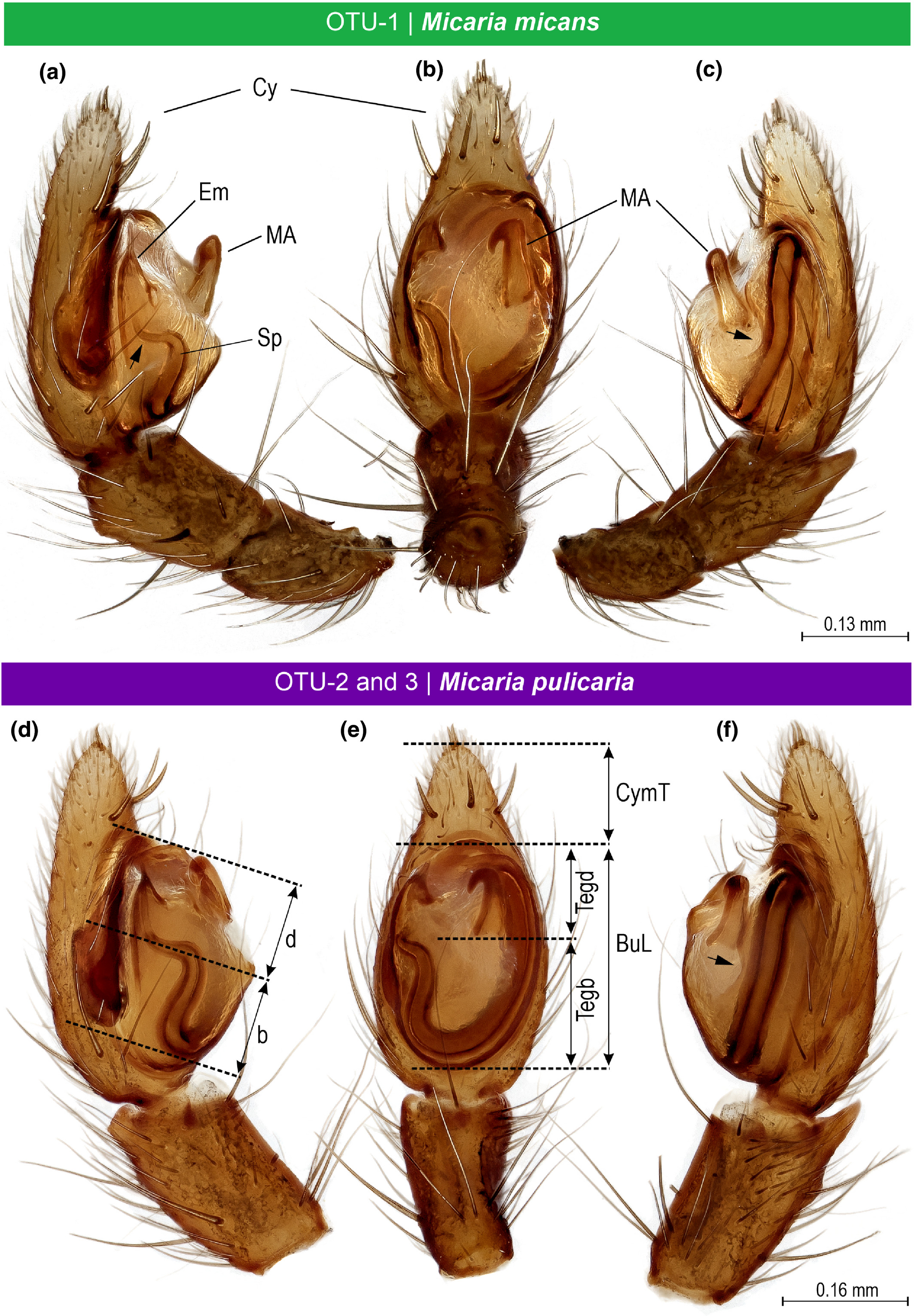
Bulbi der Gewöhnlichen (unten) und der Streifbein-Schillerspinne (M. micans) im Vergleich
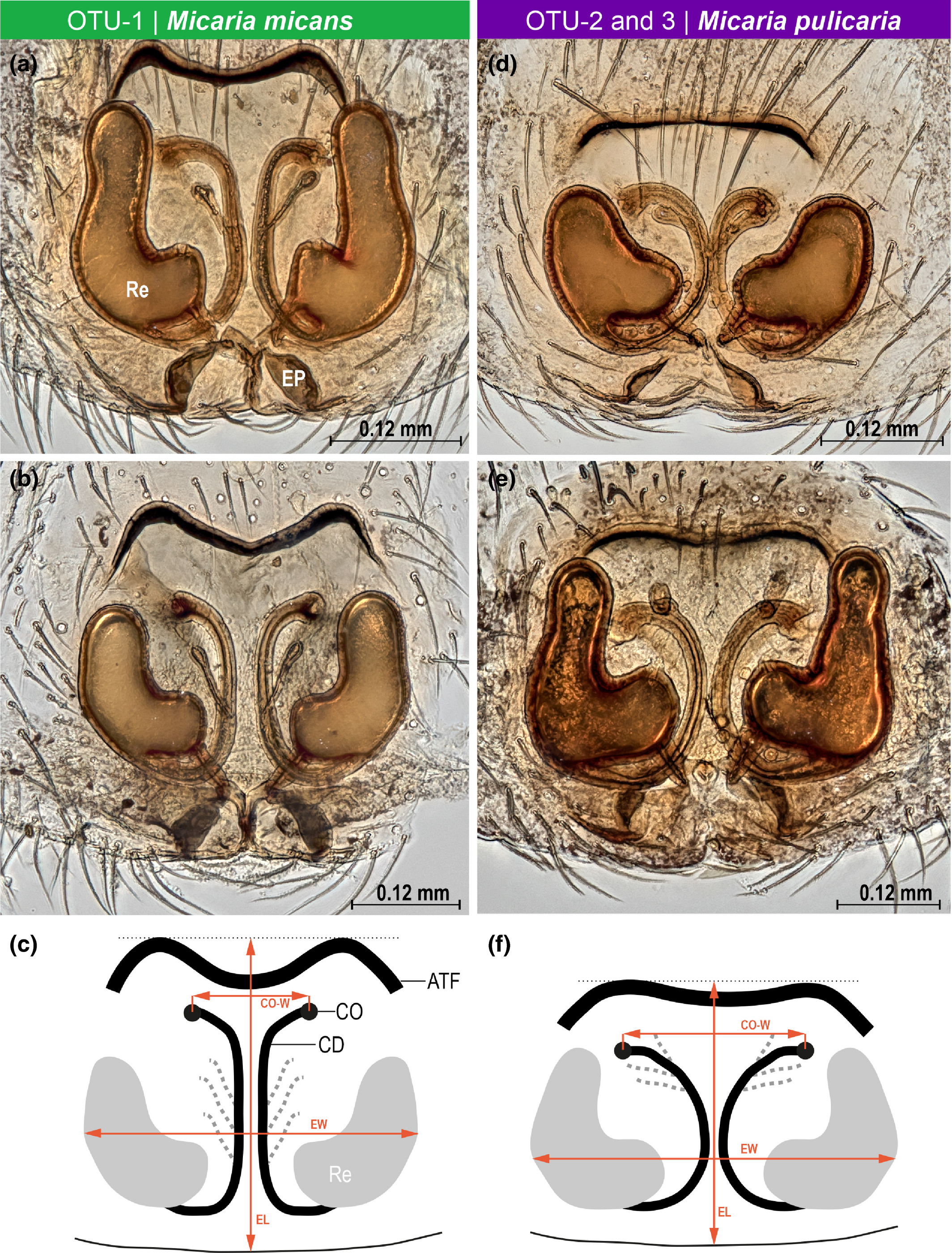
Epigyne der Gewöhnlichen (rechts) und der Streifbein-Schillerspinne im Vergleich.

### Ähnliche Arten

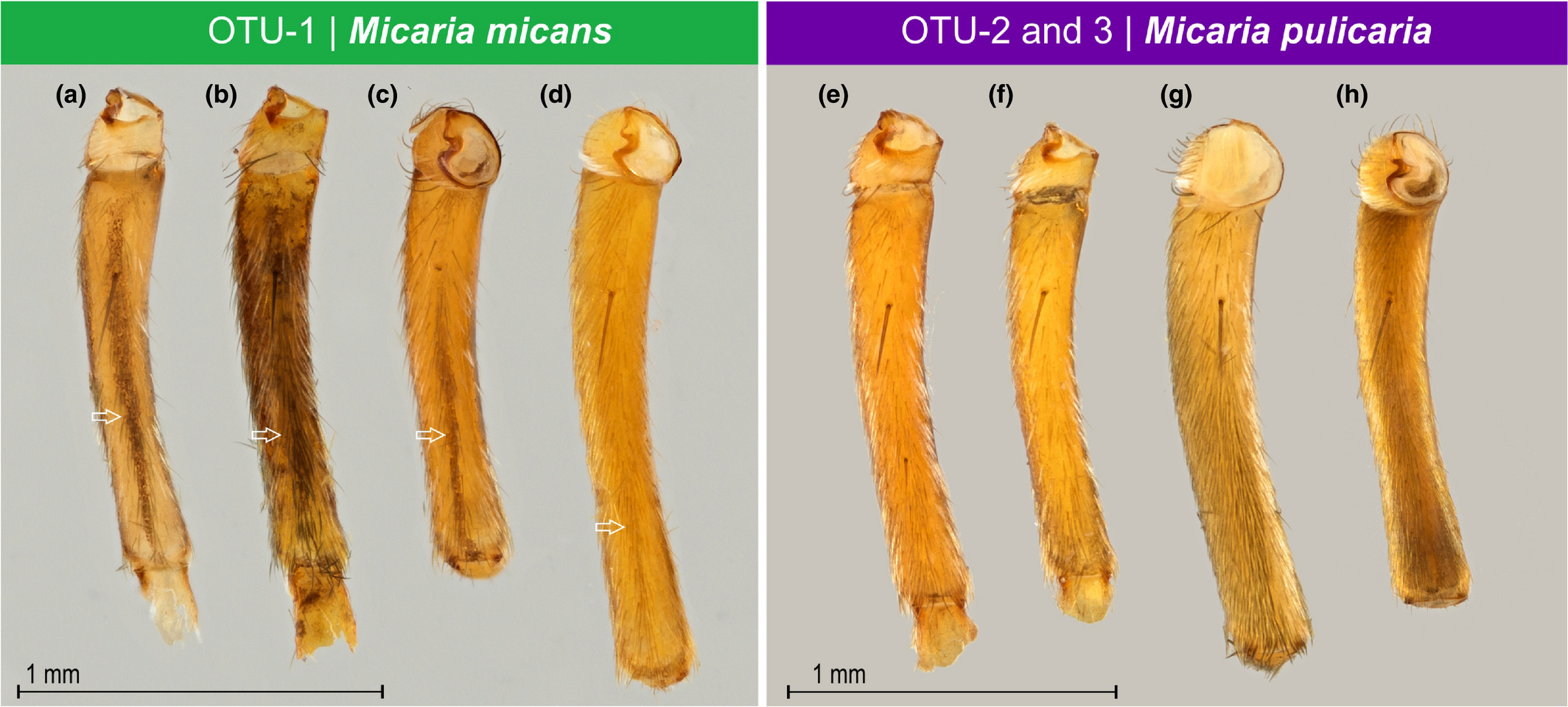
Femora der Gewöhnlichen (rechts) und der Streifbein-Schillerspinne (M. micans) im Vergleich

Die artenreiche Gattung der Schillerspinnen (Micaria) weist mehrere der Gewöhnlichen Schillerspinne ähnliche Arten auf. Eine dieser Arten ist die Streifbein-Schillerspinne (M. micans), die mit der Gewöhnlichen Schillerspinne oft zusammen vorkommt, im Gegensatz zu dieser aber nur in Europa und Zentralasien vertreten ist. Ein wesentliches Unterscheidungsmerkmal sind die bei der Streifbein-Schillerspinne auf der Dorsalseite der Femora des vierten Beinpaares vorhandenen Längsstreifen, die der Gewöhnlichen Schillerspinne dort fehlen bzw. bei der die Femora des dritten und des vierten Beinpaars gleichmäßig gefärbt sind. Eine genaue Unterscheidung ist bei den Männchen der beiden Arten auch anhand genitalmorphologischer Merkmale möglich. Bei einem einzelnen Bulbus des Männchens der Streifbein-Schillerspinne ist dessen Tegulum retrolateral eingekerbt und der Embolus ist wesentlich schlanker als bei der Gewöhnlichen Schillerspinne. Außerdem ist im Falle der Streifbein-Schillerspinne Art die terminale Kurve des Spermatophors basal angelegt. Die Epigyne des Weibchens dieser Art ist gleich lang wie breit und die anterior-transversale Falte ist hier M-förmig gekrümmt. Ferner verlaufen hier die Kopulationskanäle nur teilweise parallel und nicht gleichmäßig gekrümmt zueinander.

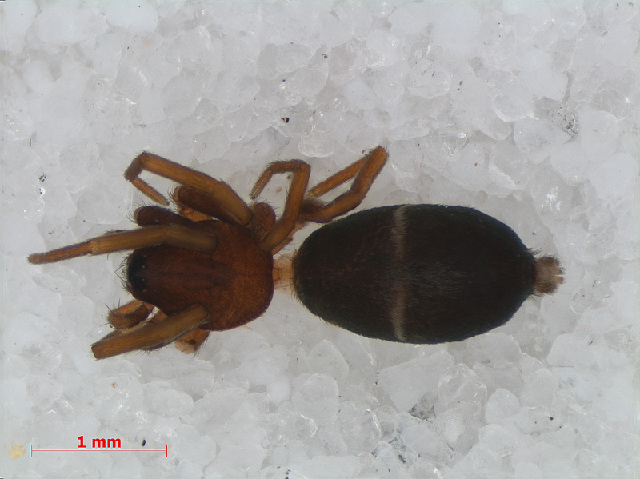
Präpariertes Weibchen der Rindenschillerspinne (Micaria subopaca) mit teilweise fehlenden Beinen

Eine weitere, der Gewöhnlichen Schillerspinne stark ähnelnde Art innerhalb der Gattung der Schillerspinnen ist die Rindenschillerspinne (M. subopaca), die jedoch überwiegend an den Stämmen von Kiefern zu finden ist. Ähnliches trifft auch auf Micaria albovittata und die Schlesische Schillerspinne (M. silesiaca) zu, bei denen die Punktierung auf dem Opisthosoma jedoch deutlich weniger bis gar nicht präsent ist. Außerdem bewohnt die Schlesische Schillerspinne zumeist trockene Heiden und sandige Habitate, M. albovittata vorzugsweise Graslandschaften auf Klippen. Die Arktoalpine Schillerspinne (M. alpina), die Moos- und Graslandschaften in gebirgigen Regionen in Höhen ab 750 Metern über dem Meeresspiegel bewohnt, kann von der Gewöhnlichen Schillerspinne durch die weniger stark bis gar nicht vorhandenen Querbalken unterschieden werden. Eine der Gewöhnlichen Schillerspinne entfernt ähnliche Art ist die Große Schillerspinne (M. formicaria), die jedoch deutlich größer wird und auf dem Carapax rot schillernde Schuppenhaare aufweist. Außerdem setzt sich die Zeichnung auf dem Opisthosoma der Großen Schillerspinne lediglich aus den auch bei den anderen Schillerspinnen vorhandenen Querbinden zusammen.

## Vorkommen

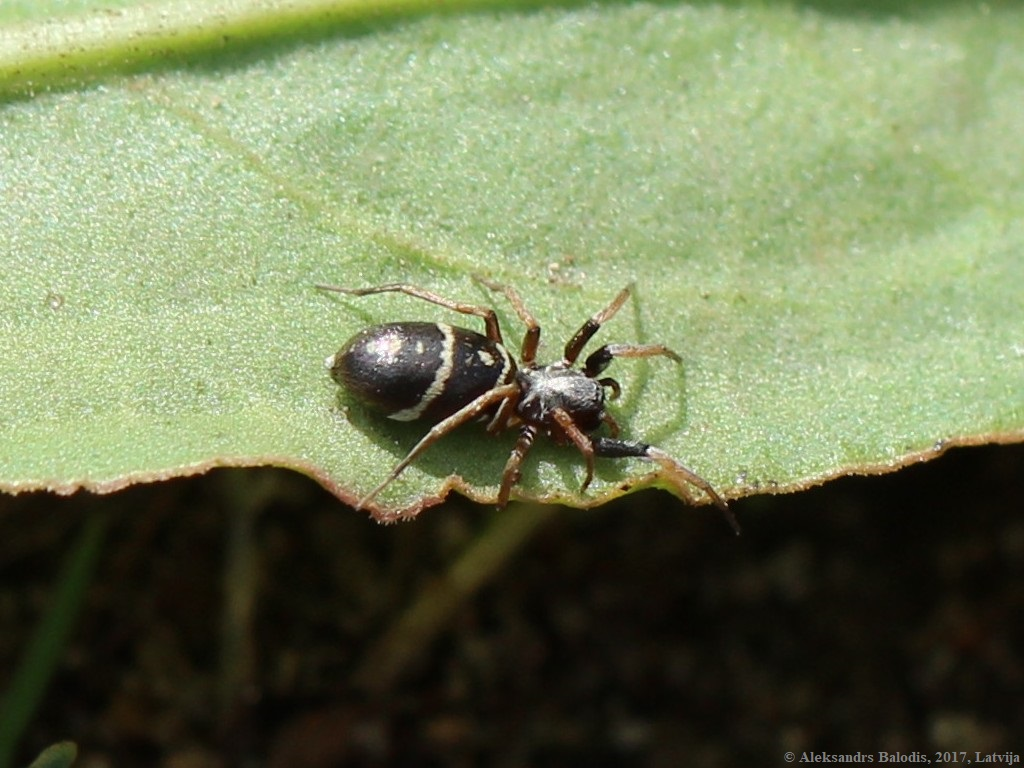
Weibchen in Lettland

Das Verbreitungsgebiet der Gewöhnlichen Schillerspinne umfasst die Vereinigten Staaten, Kanada, Europa, Georgien, Russland, (europäischer bis fernöstlicher Teil), Kasachstan, China, Japan und möglicherweise die Türkei und Zentralasien. In Europa ist die Art flächendeckend anzutreffen und lediglich in Spitzbergen, dem Franz-Josef-Land, Nowaja Semlja, der Republik Moldau, Bosnien und Herzegowina, den Balearischen Inseln sowie Sizilien nicht nachgewiesen.
In Mitteleuropa ist die Gewöhnliche Schillerspinne ebenfalls weit verbreitet. Selbiges trifft auf die Britischen Inseln zu.

### Lebensräume

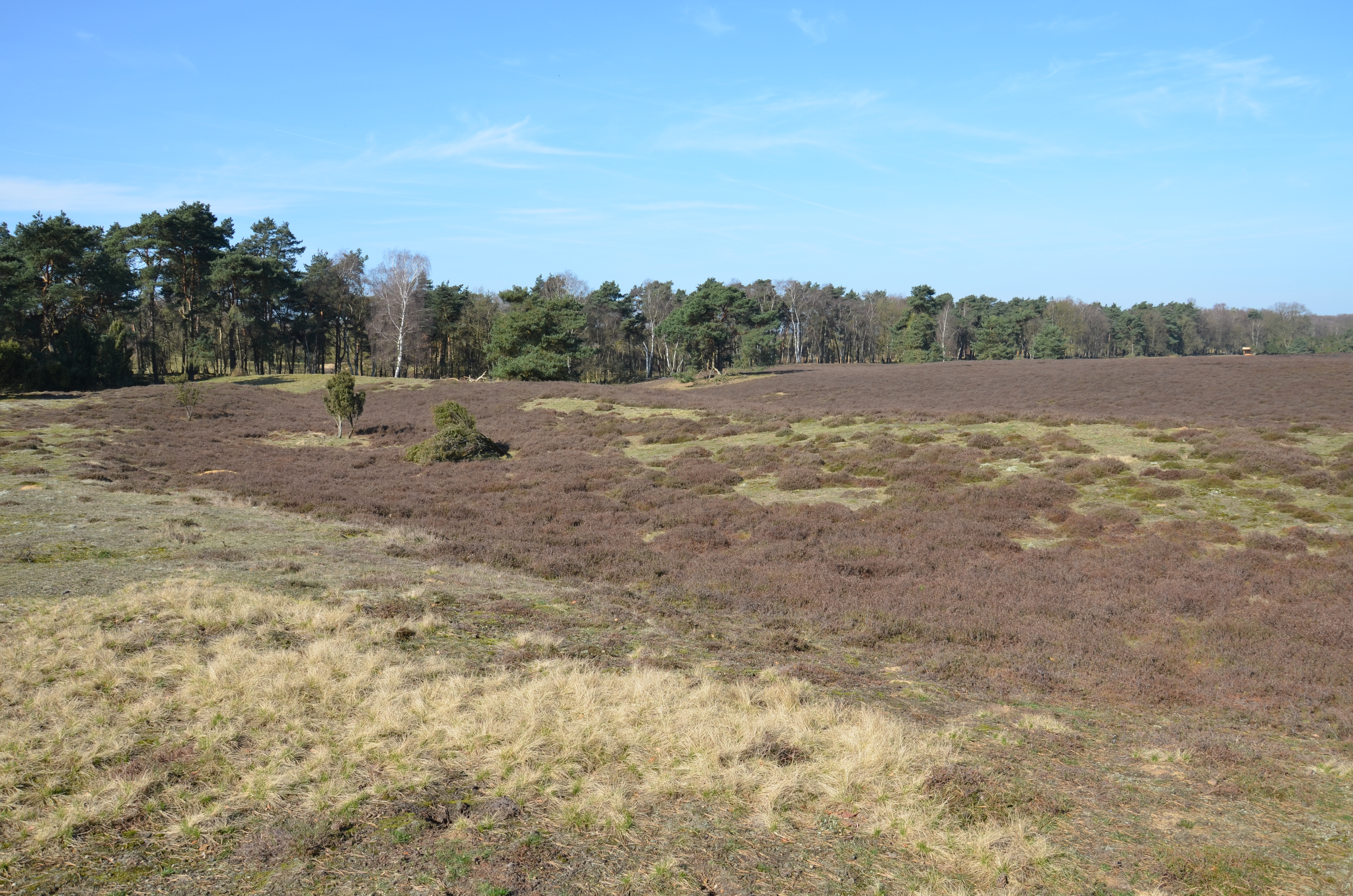
Offene und sonnige Habitate wie z. B. die Westruper Heide bei Haltern am See (Kreis Recklinghausen in Nordrhein-Westfalen) werden von der Gewöhnlichen Schillerspinne bevorzugt.

Die Gewöhnliche Schillerspinne bewohnt ein breites Spektrum an Habitaten, bevorzugt aber sonnige und warme Lebensräume. Dazu zählen Sandheiden, Kreideflächen, Dünen mit Torfmoosen (Sphagnum), verlassene Gebiete, jedoch auch Salzwiesen und Moosschichten in Laubwäldern. Darüber hinaus bewohnt die Art auch Trockenrasen, Waldlichtungen, Wiesen, Ödland, Wegränder, Siedlungsbereiche und Feuchtgebiete sowie gelegentlich Brachlandschaften.
Die Gewöhnliche Schillerspinne kann bis zu einer Höhe von 4.000 Metern über dem Meeresspiegel gefunden werden, was jedoch bislang lediglich in Nordamerika nachgewiesen ist. In Europa ist die Art in den Alpen bis zu einer Höhe von 2.200 Metern über dem Meeresspiegel anzutreffen. Zusätzlich ist die Gewöhnliche Schillerspinne auf den Britischen Inseln bis zu einer Höhe von 700 Metern über dem Meeresspiegel vorfindbar.

### Gefährdung
Die Gewöhnliche Schillerspinne ist bedingt durch ihr großes Verbreitungsgebiet und ihre Anpassungsfähigkeit nicht bedroht und darüber hinaus die häufigste Art der Schillerspinnen (Micaria) in Europa, wobei dies auch auf die Streifbein-Schillerspinne (M. micans) zutreffen kann.
In der Roten Liste gefährdeter Tiere, Pflanzen und Pilze Deutschlands bzw. der Roten Liste und Gesamtartenliste der Spinnen Deutschlands (2016) etwa wird die Gewöhnliche Schillerspinne als „ungefährdet“ gewertet, da die Art auch in Deutschland sehr häufig ist und ihre Bestandsentwicklungen sowohl langfristig als auch kurzfristig gleich bleibend sind.

## Lebensweise

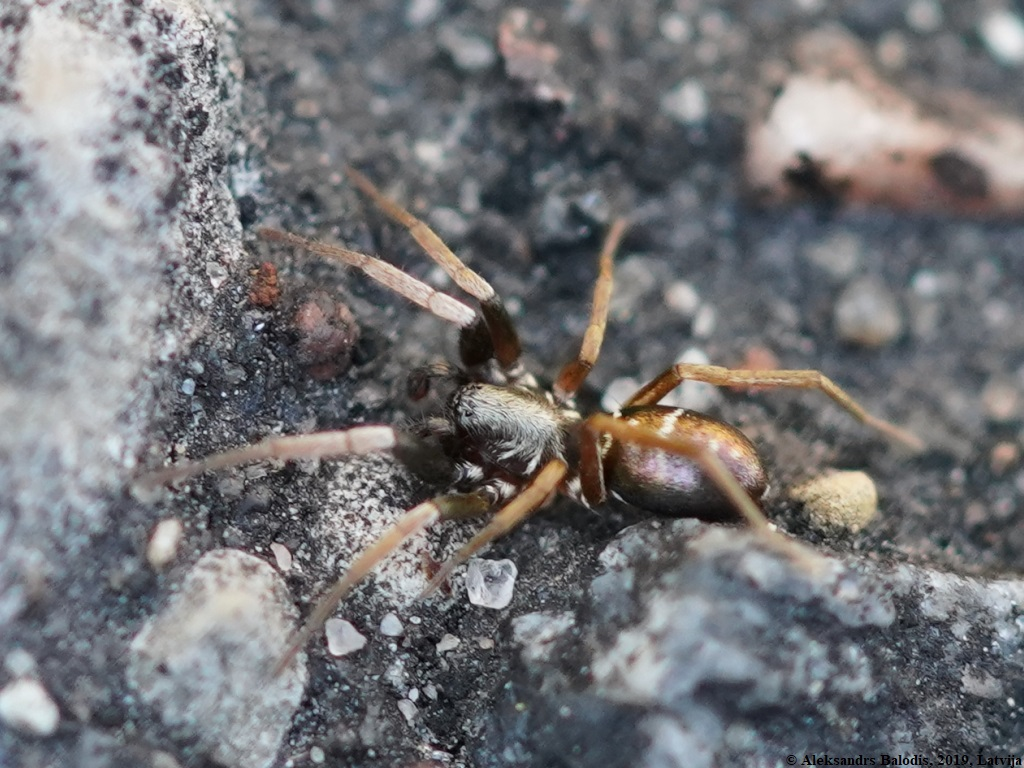
Umherstreifendes Männchen am Tag

Die Gewöhnliche Schillerspinne zählt, wie alle kontrastreich gefärbten Plattbauchspinnen (Gnaphosidae) einschließlich der Schillerspinnen (Gattung Micaria), zu den tagaktiven Vertretern der Familie. Die Nacht verbringt die Art in für Plattbauchspinnen typischen Wohngespinsten.
Die Gewöhnliche Schillerspinne teilt mit diesen ihre schnelle und ruckartige Fortbewegung, die bei der Art wie bei den anderen der Gattung bedingt durch deren optische Erscheinung an die von Ameisen erinnert. Diese Ähnlichkeit wird durch zitternde Bewegungen der Vorderbeine, die den Fühlerbewegungen von Ameisen ähneln, verstärkt. Diese Form Mimikry dient vermutlich dazu, Prädatoren (Fressfeinde) abzuschrecken, da Ameisen von vielen Räubern aufgrund ihrer Wehrhaftigkeit gemieden werden. Die Gewöhnliche Schillerspinne wurde bisher in Gesellschaft von Waldameisen (Formica), Wegameisen (Lasius) und Ameisen der Gattung Tetramorium nachgewiesen. Dabei kann die Spinne auch in den Nestern der Ameisen vorkommen.

### Jagdverhalten und Beutefang
Die Gewöhnliche Schillerspinne ist wie alle Plattbauchspinnen (Gnaphosidae) ein aktiver Laufjäger, der kein Spinnennetz zum Fangzweck anlegt. Sie ist, anders als andere Ameisen imitierende Spinnen oder auch einige Plattbauchspinnen, z. B. der Gemeine Ameisendieb (Callilepis nocturna) allerdings nicht auf Ameisen spezialisiert, sondern wie alle Schillerspinnen (Micaria) ein opportunistischer Jäger. Ameisen werden von dieser Spinne scheinbar sogar verschmäht.
Das Jagdverhalten als solches entspricht dem anderer Plattbauchspinnen: Beutetiere werden durch die Trichobothrien (Tasthaare) und das Wahrnehmungsvermögen von Erschütterungen wahrgenommen. Kleinere Beutetiere werden einfach von der Spinne angesprungen und mit einem mittels der Cheliceren verabreichten Giftbiss außer Gefecht gesetzt, während größere mit einem von der Spinne an diese und an den Boden angehefteten Spinnfaden an der Flucht und an einer Gegenwehr gehindert werden. Dabei heftet die Spinne während des Anspringens einen Spinnfaden an das Beutetier und an den Untergrund und umkreist es anschließend, während sie gleichzeitig weitere Spinnenfäden produziert. Ist dies geschehen, versetzt die Spinne dann dem Beutetier einen Giftbiss und verzehrt es anschließend.

### Lebenszyklus und Phänologie
Die Gewöhnliche Schillerspinne weist wie viele in den gemäßigten Klimazonen lebende Spinnen einen über die Jahreszeiten aufgeteilten Lebenszyklus auf, der in mehrere Abschnitte gegliedert ist. Die Aktivitätszeit ausgewachsener Individuen der Gewöhnlichen Schillerspinne erstreckt sich fast über das ganze Jahr, nur bei den Weibchen ist im Januar eine Absenz zu vermerken. Am aktivsten sind beide Geschlechter jedoch vom frühen Februar bis zum späten November.
Über das Paarungsverhalten der Gewöhnlichen Schillerspinne ist wie bei vielen Plattbauchspinnen (Gnaphosidae) nichts bekannt. Das Weibchen fertigt einige Zeit nach der Paarung einen festen Eikokon an, dessen Form an die eines gebördelten Topfes erinnert. Wie andere Plattbauchspinnen bewacht auch das der Gewöhnlichen Schillerspinne seinen Eikokon. Anders als bei anderen Vertretern dieser Familie verbleibt es aber nicht permanent in dessen unmittelbarer Nähe, sondern entfernt sich gelegentlich von dem Eikokon, kehrt aber bis zum Schlupf der Jungtiere gehäuft zu diesem zurück, um diesen zu überprüfen. Die Jungtiere wachsen dann nach dem Schlupf selbstständig heran.

## Systematik

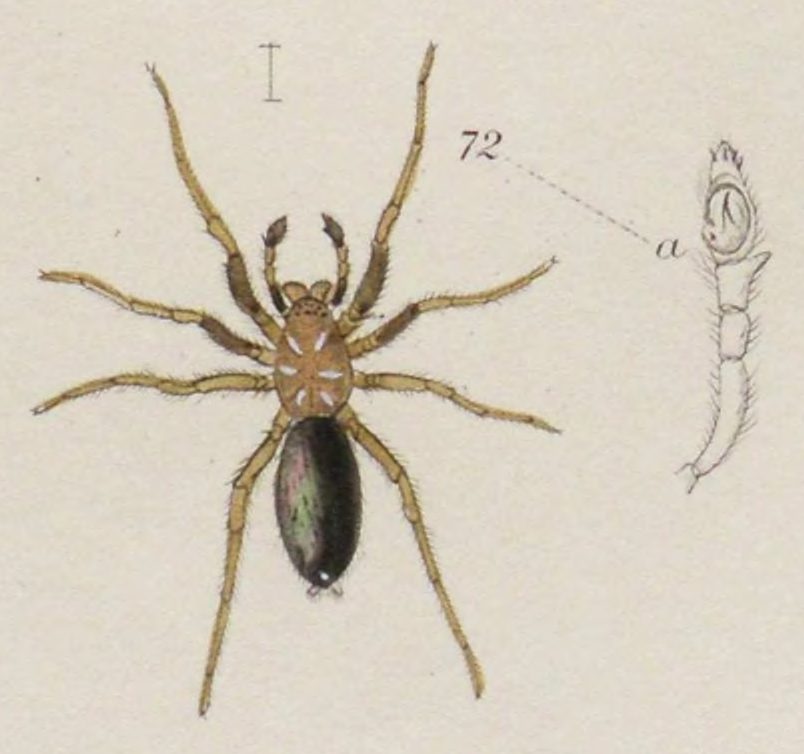
Ausschnitt aus A History of the Spiders of Great Britain and Ireland. von John Blackwall (1861), der ein Männchen der Gewöhnlichen Schillerspinne (hier als Drassus micans bezeichnet) und einen einzelnen Pedipalpus von diesem zeigt.

Die klassische Systematik befasst sich im Bereich der Biologie sowohl mit der taxonomischen (systematischen) Einteilung als auch mit der Bestimmung und mit der Nomenklatur (Disziplin der wissenschaftlichen Benennung) von Lebewesen.
Der Artname pulicaria ist vom lateinischen Wort pulicarius (übersetzt „flohartig“) abgeleitet.

### Beschreibungsgeschichte und umstrittene Familienzugehörigkeit
Die Gewöhnliche Schillerspinne wurde bei ihrer Erstbeschreibung 1831 vom Erstbeschreiber Karl Jakob Sundevall als Clubiona pulicaria beschrieben und somit in die Gattung der Eigentlichen Sackspinnen innerhalb der mit den Plattbauchspinnen (Gnaphosidae) nah verwandten Familie der Sackspinnen (Clubionidae) eingegliedert. Die heutige Bezeichnung Micaria pulicaria wurde erstmals nachweislich 1851 von Niklas Westring angewandt und wird seit 1980 nahezu durchgehend verwendet.
Die Gattung der Schillerspinnen mitsamt der Gewöhnlichen Schillerspinne wurde mehrfach in andere Familien umgestellt, darunter recht lange aufgrund ihrer konisch geformten Spinnwarzen in die der Sackspinnen. In neuerer Zeit wird die Gattung aber vermehrt der Familie der Plattbauchspinnen zugeordnet.

### Innere Systematik
Die kladistische Stellung der Arten der Schillerspinnen (Micaria) und auch die nähere Verwandtschaft zur Gewöhnlichen Schillerspinne ist bis heute nicht im Gänze geklärt. Bei 2017 von Rainer Breitling durchgeführten DNA-Analysen von 144 Exemplaren aus 12 Arten der Gattung konnten diese zu drei Artengruppen zusammengefasst werden. Eine davon ist die um die Artengruppe der Rindenschillerspinne (M. subopaca), die neben dieser die Erzschillerspinne (M. aenea), die Arktoalpine Schillerspinne (M. alpica) und die nordamerikanische Art Micaria longipes zählen. Die zweite Artengruppe ist die von Micaria rossica, zu der ansonsten die Grazile Schillerspinne (M. dives) und Micaria foxi gehören. Die dritte Artengruppe ist die der Gewöhnlichen Schillerspinne, die abgesehen von dieser die Arten Micaria constricta, Micaria elizabethae, Micaria gertschi und Micaria tripunctata umfasst.
Von Jörg Wunderlich wurde 1980 auch die Rote Schillerspinne (M. fulgens) zur Artengruppe der Gewöhnlichen Schillerspinne gerechnet, was jedoch 2016 von Breitling revidiert wurde. Die der Gewöhnlichen Schillerspinne am nächsten verwandte Art und somit ihre Schwesterart ist nach Breitling M. tripunctata. Folgendes Kladogramm verdeutlicht die von Breitling entworfene Stellung der einzelnen Arten der Artengruppe der Gewöhnlichen Schillerspinne sowie die Stellung dieser zu den anderen oben beschriebenen Gruppen:
|  | \| \| Gewöhnliche Schillerspinne \| \| \| \| \| \| M. tripunctata \| \| \| \| |
|  |                                                                               |
|  | M. elizabethae                                                                |
|  |                                                                               |
|  | Gewöhnliche Schillerspinne                                                    |
|  |                                                                               |
|  | M. tripunctata                                                                |
|  |                                                                               |

|  | Gewöhnliche Schillerspinne |
|  |                            |
|  | M. tripunctata             |
|  |                            |

|  | M. constricta |
|  |               |
|  | M. gertschi   |
|  |               |

|  | \| \| Gewöhnliche Schillerspinne \| \| \| \| \| \| M. tripunctata \| \| \| \| |
|  |                                                                               |
|  | M. elizabethae                                                                |
|  |                                                                               |
|  | Gewöhnliche Schillerspinne                                                    |
|  |                                                                               |
|  | M. tripunctata                                                                |
|  |                                                                               |

|  | Gewöhnliche Schillerspinne |
|  |                            |
|  | M. tripunctata             |
|  |                            |

|  | M. constricta |
|  |               |
|  | M. gertschi   |
|  |               |

|  | \| \| Gewöhnliche Schillerspinne \| \| \| \| \| \| M. tripunctata \| \| \| \| |
|  |                                                                               |
|  | M. elizabethae                                                                |
|  |                                                                               |
|  | Gewöhnliche Schillerspinne                                                    |
|  |                                                                               |
|  | M. tripunctata                                                                |
|  |                                                                               |

|  | Gewöhnliche Schillerspinne |
|  |                            |
|  | M. tripunctata             |
|  |                            |

|  | M. constricta |
|  |               |
|  | M. gertschi   |
|  |               |

|  | \| \| Gewöhnliche Schillerspinne \| \| \| \| \| \| M. tripunctata \| \| \| \| |
|  |                                                                               |
|  | M. elizabethae                                                                |
|  |                                                                               |
|  | Gewöhnliche Schillerspinne                                                    |
|  |                                                                               |
|  | M. tripunctata                                                                |
|  |                                                                               |

|  | Gewöhnliche Schillerspinne |
|  |                            |
|  | M. tripunctata             |
|  |                            |

|  | M. constricta |
|  |               |
|  | M. gertschi   |
|  |               |

|  | \| \| Gewöhnliche Schillerspinne \| \| \| \| \| \| M. tripunctata \| \| \| \| |
|  |                                                                               |
|  | M. elizabethae                                                                |
|  |                                                                               |
|  | Gewöhnliche Schillerspinne                                                    |
|  |                                                                               |
|  | M. tripunctata                                                                |
|  |                                                                               |

|  | Gewöhnliche Schillerspinne |
|  |                            |
|  | M. tripunctata             |
|  |                            |

|  | M. constricta |
|  |               |
|  | M. gertschi   |
|  |               |

|  | \| \| Gewöhnliche Schillerspinne \| \| \| \| \| \| M. tripunctata \| \| \| \| |
|  |                                                                               |
|  | M. elizabethae                                                                |
|  |                                                                               |
|  | Gewöhnliche Schillerspinne                                                    |
|  |                                                                               |
|  | M. tripunctata                                                                |
|  |                                                                               |

|  | Gewöhnliche Schillerspinne |
|  |                            |
|  | M. tripunctata             |
|  |                            |

|  | M. constricta |
|  |               |
|  | M. gertschi   |
|  |               |

|  | \| \| Gewöhnliche Schillerspinne \| \| \| \| \| \| M. tripunctata \| \| \| \| |
|  |                                                                               |
|  | M. elizabethae                                                                |
|  |                                                                               |
|  | Gewöhnliche Schillerspinne                                                    |
|  |                                                                               |
|  | M. tripunctata                                                                |
|  |                                                                               |

|  | Gewöhnliche Schillerspinne |
|  |                            |
|  | M. tripunctata             |
|  |                            |

|  | M. constricta |
|  |               |
|  | M. gertschi   |
|  |               |

|  | \| \| Gewöhnliche Schillerspinne \| \| \| \| \| \| M. tripunctata \| \| \| \| |
|  |                                                                               |
|  | M. elizabethae                                                                |
|  |                                                                               |
|  | Gewöhnliche Schillerspinne                                                    |
|  |                                                                               |
|  | M. tripunctata                                                                |
|  |                                                                               |

|  | Gewöhnliche Schillerspinne |
|  |                            |
|  | M. tripunctata             |
|  |                            |

|  | M. constricta |
|  |               |
|  | M. gertschi   |
|  |               |

|  | \| \| Gewöhnliche Schillerspinne \| \| \| \| \| \| M. tripunctata \| \| \| \| |
|  |                                                                               |
|  | M. elizabethae                                                                |
|  |                                                                               |
|  | Gewöhnliche Schillerspinne                                                    |
|  |                                                                               |
|  | M. tripunctata                                                                |
|  |                                                                               |

|  | Gewöhnliche Schillerspinne |
|  |                            |
|  | M. tripunctata             |
|  |                            |

|  | M. constricta |
|  |               |
|  | M. gertschi   |
|  |               |

|  | \| \| Gewöhnliche Schillerspinne \| \| \| \| \| \| M. tripunctata \| \| \| \| |
|  |                                                                               |
|  | M. elizabethae                                                                |
|  |                                                                               |
|  | Gewöhnliche Schillerspinne                                                    |
|  |                                                                               |
|  | M. tripunctata                                                                |
|  |                                                                               |

|  | Gewöhnliche Schillerspinne |
|  |                            |
|  | M. tripunctata             |
|  |                            |

|  | M. constricta |
|  |               |
|  | M. gertschi   |
|  |               |

|  | \| \| Gewöhnliche Schillerspinne \| \| \| \| \| \| M. tripunctata \| \| \| \| |
|  |                                                                               |
|  | M. elizabethae                                                                |
|  |                                                                               |
|  | Gewöhnliche Schillerspinne                                                    |
|  |                                                                               |
|  | M. tripunctata                                                                |
|  |                                                                               |

|  | Gewöhnliche Schillerspinne |
|  |                            |
|  | M. tripunctata             |
|  |                            |

|  | M. constricta |
|  |               |
|  | M. gertschi   |
|  |               |

|  | \| \| Gewöhnliche Schillerspinne \| \| \| \| \| \| M. tripunctata \| \| \| \| |
|  |                                                                               |
|  | M. elizabethae                                                                |
|  |                                                                               |
|  | Gewöhnliche Schillerspinne                                                    |
|  |                                                                               |
|  | M. tripunctata                                                                |
|  |                                                                               |

|  | Gewöhnliche Schillerspinne |
|  |                            |
|  | M. tripunctata             |
|  |                            |

|  | M. constricta |
|  |               |
|  | M. gertschi   |
|  |               |

|  | \| \| Gewöhnliche Schillerspinne \| \| \| \| \| \| M. tripunctata \| \| \| \| |
|  |                                                                               |
|  | M. elizabethae                                                                |
|  |                                                                               |
|  | Gewöhnliche Schillerspinne                                                    |
|  |                                                                               |
|  | M. tripunctata                                                                |
|  |                                                                               |

|  | Gewöhnliche Schillerspinne |
|  |                            |
|  | M. tripunctata             |
|  |                            |

|  | M. constricta |
|  |               |
|  | M. gertschi   |
|  |               |

|  | \| \| Gewöhnliche Schillerspinne \| \| \| \| \| \| M. tripunctata \| \| \| \| |
|  |                                                                               |
|  | M. elizabethae                                                                |
|  |                                                                               |
|  | Gewöhnliche Schillerspinne                                                    |
|  |                                                                               |
|  | M. tripunctata                                                                |
|  |                                                                               |

|  | Gewöhnliche Schillerspinne |
|  |                            |
|  | M. tripunctata             |
|  |                            |

|  | M. constricta |
|  |               |
|  | M. gertschi   |
|  |               |

|  | \| \| Gewöhnliche Schillerspinne \| \| \| \| \| \| M. tripunctata \| \| \| \| |
|  |                                                                               |
|  | M. elizabethae                                                                |
|  |                                                                               |
|  | Gewöhnliche Schillerspinne                                                    |
|  |                                                                               |
|  | M. tripunctata                                                                |
|  |                                                                               |

|  | Gewöhnliche Schillerspinne |
|  |                            |
|  | M. tripunctata             |
|  |                            |

|  | M. constricta |
|  |               |
|  | M. gertschi   |
|  |               |

|  | \| \| Gewöhnliche Schillerspinne \| \| \| \| \| \| M. tripunctata \| \| \| \| |
|  |                                                                               |
|  | M. elizabethae                                                                |
|  |                                                                               |
|  | Gewöhnliche Schillerspinne                                                    |
|  |                                                                               |
|  | M. tripunctata                                                                |
|  |                                                                               |

|  | Gewöhnliche Schillerspinne |
|  |                            |
|  | M. tripunctata             |
|  |                            |

|  | M. constricta |
|  |               |
|  | M. gertschi   |
|  |               |

|  | \| \| Gewöhnliche Schillerspinne \| \| \| \| \| \| M. tripunctata \| \| \| \| |
|  |                                                                               |
|  | M. elizabethae                                                                |
|  |                                                                               |
|  | Gewöhnliche Schillerspinne                                                    |
|  |                                                                               |
|  | M. tripunctata                                                                |
|  |                                                                               |

|  | Gewöhnliche Schillerspinne |
|  |                            |
|  | M. tripunctata             |
|  |                            |

|  | M. constricta |
|  |               |
|  | M. gertschi   |
|  |               |

|  | \| \| Gewöhnliche Schillerspinne \| \| \| \| \| \| M. tripunctata \| \| \| \| |
|  |                                                                               |
|  | M. elizabethae                                                                |
|  |                                                                               |
|  | Gewöhnliche Schillerspinne                                                    |
|  |                                                                               |
|  | M. tripunctata                                                                |
|  |                                                                               |

|  | Gewöhnliche Schillerspinne |
|  |                            |
|  | M. tripunctata             |
|  |                            |

|  | M. constricta |
|  |               |
|  | M. gertschi   |
|  |               |

|  | \| \| Gewöhnliche Schillerspinne \| \| \| \| \| \| M. tripunctata \| \| \| \| |
|  |                                                                               |
|  | M. elizabethae                                                                |
|  |                                                                               |
|  | Gewöhnliche Schillerspinne                                                    |
|  |                                                                               |
|  | M. tripunctata                                                                |
|  |                                                                               |

|  | Gewöhnliche Schillerspinne |
|  |                            |
|  | M. tripunctata             |
|  |                            |

|  | M. constricta |
|  |               |
|  | M. gertschi   |
|  |               |

|  | \| \| Gewöhnliche Schillerspinne \| \| \| \| \| \| M. tripunctata \| \| \| \| |
|  |                                                                               |
|  | M. elizabethae                                                                |
|  |                                                                               |
|  | Gewöhnliche Schillerspinne                                                    |
|  |                                                                               |
|  | M. tripunctata                                                                |
|  |                                                                               |

|  | Gewöhnliche Schillerspinne |
|  |                            |
|  | M. tripunctata             |
|  |                            |

|  | M. constricta |
|  |               |
|  | M. gertschi   |
|  |               |

|  | \| \| Gewöhnliche Schillerspinne \| \| \| \| \| \| M. tripunctata \| \| \| \| |
|  |                                                                               |
|  | M. elizabethae                                                                |
|  |                                                                               |
|  | Gewöhnliche Schillerspinne                                                    |
|  |                                                                               |
|  | M. tripunctata                                                                |
|  |                                                                               |

|  | Gewöhnliche Schillerspinne |
|  |                            |
|  | M. tripunctata             |
|  |                            |

|  | M. constricta |
|  |               |
|  | M. gertschi   |
|  |               |

|  | \| \| Gewöhnliche Schillerspinne \| \| \| \| \| \| M. tripunctata \| \| \| \| |
|  |                                                                               |
|  | M. elizabethae                                                                |
|  |                                                                               |
|  | Gewöhnliche Schillerspinne                                                    |
|  |                                                                               |
|  | M. tripunctata                                                                |
|  |                                                                               |

|  | Gewöhnliche Schillerspinne |
|  |                            |
|  | M. tripunctata             |
|  |                            |

|  | M. constricta |
|  |               |
|  | M. gertschi   |
|  |               |

|  | \| \| Gewöhnliche Schillerspinne \| \| \| \| \| \| M. tripunctata \| \| \| \| |
|  |                                                                               |
|  | M. elizabethae                                                                |
|  |                                                                               |
|  | Gewöhnliche Schillerspinne                                                    |
|  |                                                                               |
|  | M. tripunctata                                                                |
|  |                                                                               |

|  | Gewöhnliche Schillerspinne |
|  |                            |
|  | M. tripunctata             |
|  |                            |

|  | M. constricta |
|  |               |
|  | M. gertschi   |
|  |               |

|  | \| \| Gewöhnliche Schillerspinne \| \| \| \| \| \| M. tripunctata \| \| \| \| |
|  |                                                                               |
|  | M. elizabethae                                                                |
|  |                                                                               |
|  | Gewöhnliche Schillerspinne                                                    |
|  |                                                                               |
|  | M. tripunctata                                                                |
|  |                                                                               |

|  | Gewöhnliche Schillerspinne |
|  |                            |
|  | M. tripunctata             |
|  |                            |

|  | M. constricta |
|  |               |
|  | M. gertschi   |
|  |               |

|  | \| \| Gewöhnliche Schillerspinne \| \| \| \| \| \| M. tripunctata \| \| \| \| |
|  |                                                                               |
|  | M. elizabethae                                                                |
|  |                                                                               |
|  | Gewöhnliche Schillerspinne                                                    |
|  |                                                                               |
|  | M. tripunctata                                                                |
|  |                                                                               |

|  | Gewöhnliche Schillerspinne |
|  |                            |
|  | M. tripunctata             |
|  |                            |

|  | M. constricta |
|  |               |
|  | M. gertschi   |
|  |               |

|  | \| \| Gewöhnliche Schillerspinne \| \| \| \| \| \| M. tripunctata \| \| \| \| |
|  |                                                                               |
|  | M. elizabethae                                                                |
|  |                                                                               |
|  | Gewöhnliche Schillerspinne                                                    |
|  |                                                                               |
|  | M. tripunctata                                                                |
|  |                                                                               |

|  | Gewöhnliche Schillerspinne |
|  |                            |
|  | M. tripunctata             |
|  |                            |

|  | M. constricta |
|  |               |
|  | M. gertschi   |
|  |               |

|  | \| \| Gewöhnliche Schillerspinne \| \| \| \| \| \| M. tripunctata \| \| \| \| |
|  |                                                                               |
|  | M. elizabethae                                                                |
|  |                                                                               |
|  | Gewöhnliche Schillerspinne                                                    |
|  |                                                                               |
|  | M. tripunctata                                                                |
|  |                                                                               |

|  | Gewöhnliche Schillerspinne |
|  |                            |
|  | M. tripunctata             |
|  |                            |

|  | M. constricta |
|  |               |
|  | M. gertschi   |
|  |               |

|  | \| \| Gewöhnliche Schillerspinne \| \| \| \| \| \| M. tripunctata \| \| \| \| |
|  |                                                                               |
|  | M. elizabethae                                                                |
|  |                                                                               |
|  | Gewöhnliche Schillerspinne                                                    |
|  |                                                                               |
|  | M. tripunctata                                                                |
|  |                                                                               |

|  | Gewöhnliche Schillerspinne |
|  |                            |
|  | M. tripunctata             |
|  |                            |

|  | M. constricta |
|  |               |
|  | M. gertschi   |
|  |               |

|  | \| \| Gewöhnliche Schillerspinne \| \| \| \| \| \| M. tripunctata \| \| \| \| |
|  |                                                                               |
|  | M. elizabethae                                                                |
|  |                                                                               |
|  | Gewöhnliche Schillerspinne                                                    |
|  |                                                                               |
|  | M. tripunctata                                                                |
|  |                                                                               |

|  | Gewöhnliche Schillerspinne |
|  |                            |
|  | M. tripunctata             |
|  |                            |

|  | M. constricta |
|  |               |
|  | M. gertschi   |
|  |               |

|  | \| \| Gewöhnliche Schillerspinne \| \| \| \| \| \| M. tripunctata \| \| \| \| |
|  |                                                                               |
|  | M. elizabethae                                                                |
|  |                                                                               |
|  | Gewöhnliche Schillerspinne                                                    |
|  |                                                                               |
|  | M. tripunctata                                                                |
|  |                                                                               |

|  | Gewöhnliche Schillerspinne |
|  |                            |
|  | M. tripunctata             |
|  |                            |

|  | M. constricta |
|  |               |
|  | M. gertschi   |
|  |               |

|  | \| \| Gewöhnliche Schillerspinne \| \| \| \| \| \| M. tripunctata \| \| \| \| |
|  |                                                                               |
|  | M. elizabethae                                                                |
|  |                                                                               |
|  | Gewöhnliche Schillerspinne                                                    |
|  |                                                                               |
|  | M. tripunctata                                                                |
|  |                                                                               |

|  | Gewöhnliche Schillerspinne |
|  |                            |
|  | M. tripunctata             |
|  |                            |

|  | M. constricta |
|  |               |
|  | M. gertschi   |
|  |               |

|  | \| \| Gewöhnliche Schillerspinne \| \| \| \| \| \| M. tripunctata \| \| \| \| |
|  |                                                                               |
|  | M. elizabethae                                                                |
|  |                                                                               |
|  | Gewöhnliche Schillerspinne                                                    |
|  |                                                                               |
|  | M. tripunctata                                                                |
|  |                                                                               |

|  | Gewöhnliche Schillerspinne |
|  |                            |
|  | M. tripunctata             |
|  |                            |

|  | M. constricta |
|  |               |
|  | M. gertschi   |
|  |               |

#### Abgrenzung zur Streifbein-Schillerspinne und anderen Arten der Gattung
2020 erhielt die Streifbein-Schillerspinne (M. micans), die zuvor als Synonym der Gewöhnlichen Schillerspinne anerkannt wurde, unter Christoph Muster und Peter Michalik ihren Artstatus zurück, was anhand von molekularen und morphologischen Analysen von Exemplaren beider Arten geschah. Laut den gleichen Autoren ließ sich die Gewöhnliche Schillerspinne, sofern man es lediglich bei molekularen Untersuchungen beließe, in sieben Arten aufteilen, von denen nur zwei morphologisch sicher unterscheidbar wären.
Insbesondere früher erwies sich eine genaue Differenzierung beider Arten aufgrund fehlender Möglichkeiten als schwierig, sodass falsche Analysen entstanden, obgleich verschiedene Autoren eine Differenzierung der Gewöhnlichen und der Streifbein-Schillerspinne anhand von Eigenschaften, wie den Merkmalen, den Phänologien, den bevorzugten Habitaten und den Lebenszyklen beider Arten durchzuführen. Franz Anton Menge gab 1872/73 als sonnige Flächen als Lebensräume für die Streifbein-Schillerspinne und die Füße von Kiefernstämmen als Lebensraum für die Gewöhnliche Schillerspinne an. 2020 erwies sich tatsächlich, dass die Streifbein-Schillerspinne ausschließlich xerothermophile (trockene, warme Lebensräume) und die Gewöhnliche Schillerspinne zusätzlich zu trockenen Lebensräumen auch feuchtere Lebensräume, etwa Wälder bewohnt. Auch tritt lediglich letztere Art oberhalb der Wald- und Baumgrenze auf. Ein Auftreten beider Arten ist also von den Habitaten abhängig.
Obwohl bereits im 19. Jahrhundert eine Koexistenz der Streifbein- und der Gewöhnlichen Schillerspinne in einigen Gebieten erwiesen war, wurde damals kein zuverlässiger Bestimmungsschlüssel für beide Arten aufgestellt. Stattdessen befassten sich einige Autoren gar nicht mit den diagnostischen Problemen der Arten oder erstellten Differenzierungen anhand von Merkmalen, die sich im Nachhinein als nicht präzise genug erwiesen. Carl Ludwig Koch nannte 1866 die Bestachelung der Beine als Differenzierungsmöglichkeit beider Arten, während Menge 1873 die Eigenschaften der Tarsalklauen, der irisierenden Setae und die Morphologie der Spinnwarzen als Möglichkeit zur Unterscheidung der Streifbein- und der Gewöhnlichen Schillerspinne erwähnte. Friedrich Wilhelm Bösenberg gab dann 1902 erstmals die farblichen Unterschiede der Femora des dritten und vierten Beinpaares beider Arten als sicheres Unterscheidungsmerkmal an.

#### Forschungsgeschichte der Gewöhnlichen Schillerspinne in Nordamerika
Der älteste verfügbare Nachweis der Gewöhnlichen Schillerspinne in Nordamerika beruht auf Funden der 1890 von James Henry Emerton erstbeschriebenen und 1980 unter Norman I. Platnick und Mohammad Umar Shadab mit der Gewöhnlichen Schillerspinne synonymisierten Art Micaria montana, die damals am Mount Washington im US-Bundesstaat New Hampshire entdeckt wurde. Als eindeutig der Gewöhnlichen Schillerspinne zuordenbare Exemplare wurden von Muster und Michalik in Nordamerika lediglich in den US-Staaten Alberta und British Columbia nahe der Pazifischen Küste gefunden, während Populationen anderer Gebiete Nordamerikas auch mit den Fundorten der Holotypen (für die Erstbeschreibung angewandte Exemplare) der 1896 seitens Nathan Banks erstbeschriebenen sowie ebenfalls durch Platnick und Shadab mit der Gewöhnlichen Schillerspinne synonymisierten Arten M. gentilisund M. perfecta übereinstimmen. Alle Populationen wiesen jedoch keine signifikanten Unterschiede hinsichtlich ihrer morphologischen Merkmale auf, sodass die drei synonymisierten Arten auch weiterhin keinen Artstatus wieder erhalten.